# Херпучи
Херпучи́ — посёлок в районе имени Полины Осипенко Хабаровского края. Административный центр Херпучинского сельского поселения. Не имеет постоянного сообщения с райцентром — селом имени Полины Осипенко.

## История
В конце XIX века (1869 г.) благовещенский купец Тетюхов подал прошение на горный отвод в Приамгунье. Так в 8 км от п. Херпучи появился первый Спано-Дмитрие-Харлампиевский прииск, который стал началом золотодобывающей промышленности в этом районе.
В начале эры СССР золото являлось одной из основных валют, которая была так необходима правительству. В это время поселок получил новое развитие, а именно: было построено здание школы с возможностью размещения интерната, строилось жилье (в основном бараки и одно-двухкомнатные квартиры). Чуть позже появился детский сад, почта, магазины, пожарная охрана. 
В 2020 году п. Херпучи отметил своё 150-летие.

## Население
| 1992 | 2002 | 2010 | 2011 | 2012 | 2021 |
| ---- | ---- | ---- | ---- | ---- | ---- |
| 1500 | ↘895 | ↘628 | ↘627 | ↘604 | ↘409 |